# Kythnos
Kythnos (druhý pád Kythnu, řecky Κύθνος) patří k ostrovům souostroví Kyklady v Řecku. Tvoří zároveň stejnojmennou obec o rozloze 100,2 km² včetně skalnatého ostrůvku Piperi. Nejvyšším bodem je Kakovolo s nadmořskou výškou 356 m.

## Obyvatelstvo
V roce 2011 žilo na ostrově 1456 obyvatel. Celý ostrov tvoří jednu obec, jednu obecní jednotku a dvě komunity, které se skládají z jednotlivých sídel, tj. měst a vesnic. V závorkách je uveden počet obyvatel jednotlivých komunit.
- Obec a obecní jednotka Kythnos (1456) — Driopidos (787), Kythnos (669).

### Členění komunit
- Komunita Driopidos (787) se skládá ze sídel Ágios Dimítros (33), Áosa (4), Gantromántra (0), Dryopís (325), Episkopí (8), Kaló Livádi (0), Kanála (24), Léfkes (2), Liotrívi (0), Mérichas (369), Skýlos (6), Flampoúria (16) a neobydleného ostrůvku Pipéri.
- Komunita Kythnos (669) se skládá z vlastního města Kythnos (561) a vesnic Agia Eirini (8), Agios Stefanos (8), Apokrisi (11) a Loutra (81).